# Persofilia
Persofilia se refiere a la apreciación y el amor de la cultura, la gente o la historia de Irán (Persia). El uso más temprano de la palabra pudo haber sido por la Royal Numismatic Society en 1838; se refería a un rey de Marium, en la actual Chipre. Lo opuesto a la Persofilia es la Persofobia o anti-Iraníanismo.

## Orígenes
La admiración de los persas fue especialmente alta durante la dinastía Aqueménida. Su fundador, Ciro el Grande, fue el único Gentil en ser considerado un mesías en la Biblia. Alejandro Magno, que conquistó el imperio en su totalidad, fue un ávido admirador de Ciro el Grande y adoptó las costumbres persas. El sátrapa macedonio Peucestas obtuvo el apoyo de sus súbditos en Persis debido a su Persofilia. Los antiguos líderes griegos del período Aqueménida que se dieron títulos o nombres persas fueron considerados Persófilos. Los reyes de Sidón cuyas políticas gubernamentales otorgaron derechos especiales a los persas también se pueden denominar Persófilos.

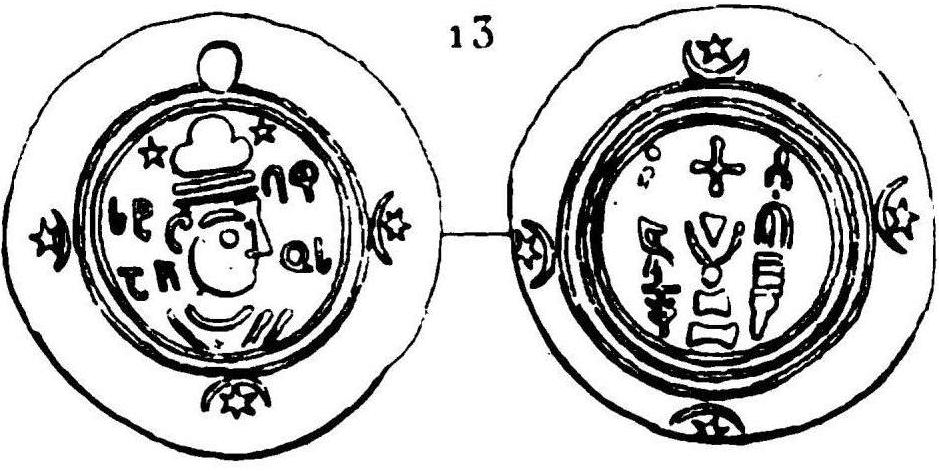
Moneda "Ibero-Sasánida" introducida por Esteban I de Iberia. En el reverso hay una cruz, símbolo del Cristianismo, junto con el Fuego Sagrado (atar), el símbolo de la fe Zoroástrica y el Imperio Sasánida.

Los líderes caucásicos que se pusieron del lado de los sasánidas son tildados de Persófilos, como Esteban I de Iberia.
Los primeros califas abasíes Harún al-Rashid y Al-Ma'mun son descritos como persófilos por el autor inglés Percy Sykes, debido a sus políticas pro-persas.
La admiración de la cultura persa continuó en el Imperio Mogol en el sur de Asia; por ejemplo, Abdul Rahim Khan-I-Khana es el principal Persófilo de su tiempo.
Uno de los Persófilos contemporáneos más destacados fue el historiador literario británico Edward Granville Browne, quien participó en la Revolución Constitucional Persa de 1906.
Un libro reciente sobre Persofilia es el iraní Hamid Dabashi es "Persofilia, cultura persa en la escena global".

## Persófilos
- Pausanias
- Jenofonte
- Johann Wolfgang von Goethe, autor de Diván de Oriente y Occidente
- Georg Wilhelm Friedrich Hegel[10]
- Edward FitzGerald[11]
- Friedrich Nietzsche
- Edward Granville Browne
- Muhammad Iqbal
- Arthur Upham Pope
- Howard Baskerville
- Richard Nelson Frye
- Peter Avery[12]
- Coleman Barks
- John Limbert
- Richard Foltz